# Nannenus
Genre
Nannenus est un genre d'araignées aranéomorphes de la famille des Salticidae.

## Distribution
Les espèces de ce genre se rencontrent en Asie du Sud-Est.

## Liste des espèces
Selon World Spider Catalog (version 21.5, 05/01/2021) :
- Nannenus constrictus (Karsch, 1880)
- Nannenus lyriger Simon, 1902
- Nannenus maughami Prószyński & Deeleman-Reinhold, 2012
- Nannenus siedleckii Prószyński & Deeleman-Reinhold, 2012
- Nannenus syrphus Simon, 1902

## Publication originale
- Simon, 1902 : « Description d'arachnides nouveaux de la famille des Salticidae (Attidae) (suite). » Annales de la Société Entomologique de Belgique, vol. 46, p. 24-56 & 363-406 (texte intégral).